# Enéas Carneiro

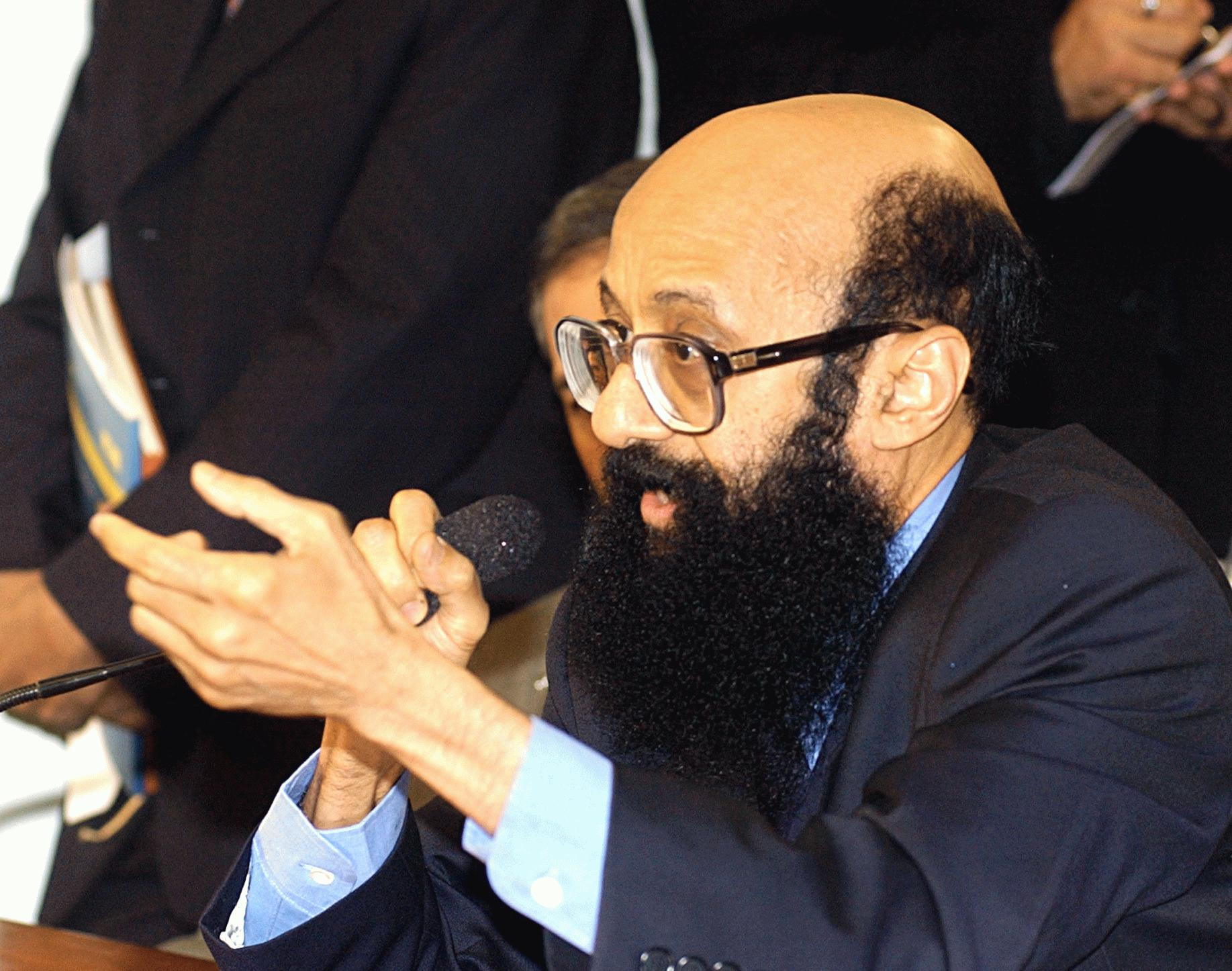
Enéas Carneiro

Enéas Ferreira Carneiro [eˈnɛas feˈʁeiɾɐ kaʁˈneiɾu] (* 5. November 1938 in Rio Branco (Acre); † 6. Mai 2007 in Rio de Janeiro) war ein brasilianischer Politiker.
1989 gründete er die Partei Partido da Reedificação da Ordem Nacional (PRONA) (Partei zur Wiederherstellung der nationalen Ordnung). Im gleichen Jahr, zur ersten freien Präsidentschaftswahl seit dem Ende der Militärdiktatur, wurde er in Brasilien einem breiteren Publikum dadurch bekannt, dass er die TV-Wahlwerbespots von 1 Minute mit möglichst viel Information füllen wollte, so dass er gezwungen war, hastig und schnell zu reden, dabei heftig gestikulierte und am Ende immer seinen prägenden Satz sagte: "Meu nome é Enéas!" ("Mein Name ist Enéas!"). Bei drei Präsidentschaftswahlen trat Enéas Carneiro als Kandidat an. Im Jahr 2002 wurde er zum Deputado Federal (Abgeordneter des Brasilianischen Bundestages) für den Staat São Paulo gewählt. Er wurde mit 1,57 Millionen Stimmen in das Amt gewählt und stellte damit einen noch nie dagewesenen Rekord auf.

## Biografie
Enéas verlor im Alter von acht Jahren seine Eltern. Dies zwang ihn schon früh dazu,  arbeiten zu gehen, um für den Unterhalt seiner jüngeren Geschwister zu sorgen. 1958 verließ er Acre, um ein Studium in Rio de Janeiro zu beginnen. Ein Jahr später machte er bereits seinen ersten Abschluss, 1965 wurde er zum Doktor der Medizin promoviert und spezialisierte sich in Kardiologie. Sein erstes Lehrbuch über Elektrokardiologie wurde zu einem großen Erfolg unter den Medizinstudenten, die dem Werk den Beinamen Die Bibel von Enéas gaben.